# Březen 2010
1. března
- Ve věku 79 let zemřela česká scenáristka a dramaturgyně Jarmila Turnovská.[1]
- Na prokurátorku Ludmilu Brožovou-Polednovou se podle krajského soudu v Hradci Králové vztahují tři amnestie. Je pravděpodobné, že v nejbližší době bude propuštěna na svobodu.[2]

2. března
- Prezident Václav Klaus udělil celkem osm milostí pro čtveřici mužů a čtveřici žen, a to zejména z humanitárních důvodů.[3]
- Slovenský parlament schválil vlastenecký zákon, podle něhož se bude na začátku vyučovacího týdne hrát na slovenských školách hymna, ve třídách bude muset být umístěna státní vlajka a preambule ústavy. Další novinkou je, že slovenští státní úředníci budou muset skládat slib věrnosti.[4]

3. března
- Evropská komise schválila k pěstování odrůdu brambory s názvem Amflora. Jedná se o druhou geneticky modifikovanou plodinu, jejíž pěstování bylo na území Unie povoleno.[5]
- Ukrajinský parlament vyslovil nedůvěru vládě vedené Julií Tymošenkovou, ta oznámila odchod do opozice.[6]

6. března
- Protektor je nejlepším českým snímkem roku 2009, získal šest Českých lvů.

7. března
- V Iráku se za velkého zájmu občanů (volební účast 62 %) uskutečnily parlamentní volby. Množství násilností, které volby provázelo, si vyžádalo 38 obětí.[7][8]
- Obyvatelé Islandu odmítli v referendu 93% většinou dohodu se Spojeným královstvím a Nizozemskem, podle které by Island zaplatil náhrady za vklady, které obyvatelé těchto států ztratili ve zkrachovalé islandské bance Icesave. Dohoda je podmínkou pokračování mezinárodní finanční pomoci Islandu.[9]
- V Súdánské fotbalové lize zemřel po srážce se soupeřem na zástavu srdce nigerijský fotbalista Endurance Idahor, hvězda týmu El-Merriech.[10]
- Čína oznámila, že v roce 2011 začne se stavbou své kosmické stanice Tchien-kung-1, česky Nebeský palác-1.[11]
- V okolí nigerijského města Jos bylo během víkendu povražděno více než 500 lidí v etnických střetech. Vesnice v okolí města byly napadeny ozbrojenci, kteří do nich vtrhli z nedalekých vrchů.[12]

8. března
- Východní Turecko zasáhlo zemětřesení o síle 6 stupňů Richterovy stupnice, které si vyžádalo nejméně 57 obětí.[13]

11. března
- Český statistický úřad (ČSÚ) uveřejnil hospodářské výsledky českého hospodářství za rok 2009. Jde o jeden z nejhorších výsledků za posledních několik let, kdy se hrubý domácí produkt propadl meziročně o 4,1 procenta. [14]

16. března
- Václav Havel, Michal Viewegh, Ladislav Smoljak, Tomáš Hanák, Jan Ruml, Meda Mládková, Jindřich Štreit, Olga Sommerová a desítky dalších osobností veřejně podpořili Stranu zelených. Stalo se tak v budově Knihovny Václava Havla v Praze.[15]
- Dvacetiletá česká tenistka Nicole Vaidišová oznámila konec kariéry a plánuje svatbu se svým přítelem, Radkem Štěpánkem. Podle Tennisreporters.net se nedokázala vyrovnat s porážkami a propadem na 176. místo žebříčku, takže začala tenis nenávidět.[16]
- Protivládní demonstranti – příznivci bývalého premiéra Tchaksina Šinavatry v Thajsku již 4. den žádají demisi vlády Apchista Vedžadžíva a vypsání nových parlamentních voleb.[17]

20. března
- Na čtyřdenní návštěvu České republiky přiletěli do Prahy následník britského trůnu princ Charles se svou chotí Camillou. Manželský pár přijal prezident Václav Klaus s manželkou Livií.[18]

21. března
- Americký prezident Barack Obama dosáhl výrazného úspěchu na vnitropolitické scéně USA, když Kongres schválil jím podporovaný návrh zákona o reformě zdravotnictví. Návrh podpořilo 219 demokratů, 34 bylo proti stejně jako všichni zástupci Republikánské strany.[19]
- Českou Miss roku 2010 se stala osmnáctiletá studentka Katolického gymnázia Třebíč Jitka Válková.[20]

23. března
- Slovinský Ústavní soud rozhodl, že arbitrážní dohoda o hranicích mezi Chorvatskem a Slovinskem není v rozporu se slovinskou ústavou, čímž padla překážka, která dlouhodobě blokovala přístup Chorvatska do Evropské unie.[21][22]

24. března
- Poslední aktivisté ekologické organizace Greenpeace opustili komín hnědouhelné elektrárny v Prunéřově, kde více než 60 hodin protestovali proti ekonomickým škrtům v plánech na modernizaci tohoto provozu.

25. března
- Předseda ODS Mirek Topolánek odstoupil z kandidátky pro květnové volby a vzdal se pozice volebního lídra strany, ve které ho nahradil místopředseda Petr Nečas. Stalo se tak po výzvě výkonné rady ODS, která reagovala na Topolánkovy neuvážené výroky pronesené minulý týden.[23]

26. března
- V Iráku byly vyhlášeny výsledky parlamentních voleb konaných na začátku března. Těsně zvítězilo národní hnutí Ajáda Alávího před koalicí stávajícího premiéra Núrího Málikího.[24]
- Ve Žlutém moři se potopila korveta Čchónan jihokorejského námořnictva. Ze 104 námořníků je jich 46 nezvěstných. Potopení předcházel výbuch na zádi, jehož příčiny nejsou známy. Spekulace o zásahu severokorejským torpédem se nepotvrdily.[25]

28. března
- Čínská automobilka Geely podepsala závaznou smlouvu o převzetí švédského výrobce osobních vozů Volvo Car od americké společnosti Ford Motor. Hodnota transakce se odhaduje na přibližně dvě miliardy dolarů (zhruba 38 miliard Kč).[26]

29. března
- Ministr pro lidská práva a národnostní menšiny Michael Kocáb podal demisi, kterou prezident republiky přijal.[27]
- Moskevské metro bylo v ranních hodinách cílem dvou teroristických útoků. V rozpětí 40 minut explodovaly ve stanicích Lubjanka a Park kultury dvě nálože, odpálené čečenskými sebevražednými atentátnicemi a výbuchy si vyžádaly doposud 38 obětí na životech. Zůstává především otázka, proč nebyl provoz metra po prvním výbuchu přerušen a cestující evakuováni na povrch.[28]
- Česká pošta ukončuje po 160 letech příjem telegramů a tuto službu ruší.[29]

30. března
- Vědci z Evropské organizace pro jaderný výzkum (CERN) oznámili, že v obřím podzemním urychlovači částic zaznamenali první srážky vysoce energetických protonů s energií kolem 3,5 TeV. Experimenty mají simulovat situaci při vzniku našeho Vesmíru, označovanou jako Velký třesk.[30]